# Kurnool (huyện)
Huyện Kurnool là một huyện thuộc bang Andhra Pradesh, Ấn Độ. Thủ phủ huyện Kurnool đóng ở Kurnool. Huyện Kurnool có diện tích 17658 ki lô mét vuông. Đến thời điểm năm 2001, huyện Kurnool có dân số 3512266 người.